# Alfred Tozzer
Alfred Marston Tozzer (Lynn (Massachusetts), 4 de juliol de 1877 - 5 d'octubre de 1954) va ser un antropòleg, arqueòleg, lingüista i educador nord-americà. Es va especialitzar en estudis sobre Mesoamèrica i especialment en la civilització maia. Fou pare de la famosa patinadora Joan Tozzer.

## Primera etapa d'acompliment professional
Tozzer va néixer a Lynn, Massachusetts, i es va graduar com a antropòleg en la Universitat Harvard en 1900. Després de graduar-se es va iniciar com a ajudant del professor Roland Dixon i va començar a estudiar idiomes indígenes a Califòrnia. Va publicar el seu primer treball en 1902 sobre els indis navaho després d'haver viscut en Pueblo Bonito, Nou Mèxic.
Des de finals de 1901 va ser assignat per l'Institut Arqueològic d'Amèrica per a treballar en la hisenda de Chichén Itzá que havia estat adquirida pel cònsol dels Estats Units Edward Herbert Thompson qui després va ser acusat per saquejar el jaciment arqueològic i finalment destituït del seu càrrec diplomàtic. En Chichén, Tozzer va estudiar el maia i va ajudar en alguna de les seves estades al dragatge del Cenote sagrado realitzat per Thompson. Va ajudar fins i tot a traslladar artefactes maies extrets del cenote cap al Museu Peabody d'Arqueologia i Etnologia en la seva equipatge.
En 1903, Tozzer va viatjar a Campeche i Chiapas on va investigar la cultura lacandona i on va conviure amb indígenes pertanyents a aquesta ètnia en el llac Pethá. En 1904 tornaria a la regió chiapaneca per escriure llavors una dissertació comparant les cerimònies lacandones amb les dels maies de la Península de Yucatán.
En 1904 va tornar als Estats Units per estudiar en Universitat de Colúmbia amb els ja reconeguts Franz Boas i Adolph Bandelier. Tornaria a Yucatán, Campeche i Chiapas una vegada més abans d'establir-s'hi definitivament, a partir de 1905.

## Arqueòleg
Tozzer es va sentir atret des del principi de la seva carrera més per l'arqueologia que per l'antropologia. Durant les seves estades a Chichén va ajudar Adela Bretón amb les còpies dels relleus maies que ella va realitzar. Més tard durant la seva presència entre els lacandons descobrí i va explorar jaciments al llarg del riu Tzendal. En l'estiu de 1907, va treballar amb Dixon, Alfred Kidder i Sylvanus Morley en una expedició arqueològica a Rito de los Frijoles en Nou Mèxic (avui part de Bandelier National Monument).
En 1910 va viatjar a Tikal i Nakum representant al Museu Peabody d'Arqueologia i Etnologia. Va ser en aquest viatge quan s'atribueix a Tozzer el descobriment (la documentació) del jaciment arqueològic de Holmul.
En 1914 Tozzer va succeir Boas com a director de l'Escola Internacional d'Arqueologia Americana a Mèxic. Va arribar a Veracruz precisament durant el bombardeig de la ciutat per tropes dels Estats Units. Va presenciar les excavacions del jaciment arqueològic de Santiago Ahuízotl.
Tozzer s'enllistaria en la Força Aèria dels Estats Units per a lluitar durant la Primera Guerra Mundial en 1917-1918. Tornaria a servir en les forces armades dels Estats Units d'Amèrica de 1943 a 1945.

## Acompliment professional després de la guerra
Tozzer va tornar de la Primera Guerra Mundial per reintegrar-se al seu lloc de professor associat de la Universitat Harvard. Tres anys més tard havia estat nomenat professor titular i President de la Divisió d'Antropologia.
Va publicar diversos treballs importants sobre la cultura maia, entre els quals van destacar: 
- A Grammar of the Maya language (Cambridge, Mass.: Papers of the Peabody Museum, 1921).
- Traducció de la Relación de las Cosas de Yucatán escrita per fra Diego de Landa (Cambridge, Mass.: Papers of the Peabody Museum, 1941).
- Chichén Itzá and its Cenote of Sacrifice (Cambridge, Mass.: Memoirs of the Peabody Museum, 1957), publicat post-mortem. “Cobreix cada aspecte del jaciment de Chichén Itzá: la seva història, religió, art, comerç i indústria” va assenyalar S.K. Lothrop en l'obituari de Tozzer. “Concentra el coneixement que adquirí al llarg de 50 anys de treball.”[7]

Va ser president durant dos períodes de l'American Anthropological Association a partir de 1928. En 1942 fou elegit membre de número de l'Acadèmia Nacional de Ciències dels Estats Units.
L'any de 1974, Harvard li va donar el nom Tozzer a la biblioteca del Museu Peabody.